# Ochna arborea
Ochna arborea är en tvåhjärtbladig växtart som beskrevs av William John Burchell och Dc.. Ochna arborea ingår i släktet Ochna och familjen Ochnaceae. Utöver nominatformen finns också underarten O. a. oconnorii.

## Bildgalleri

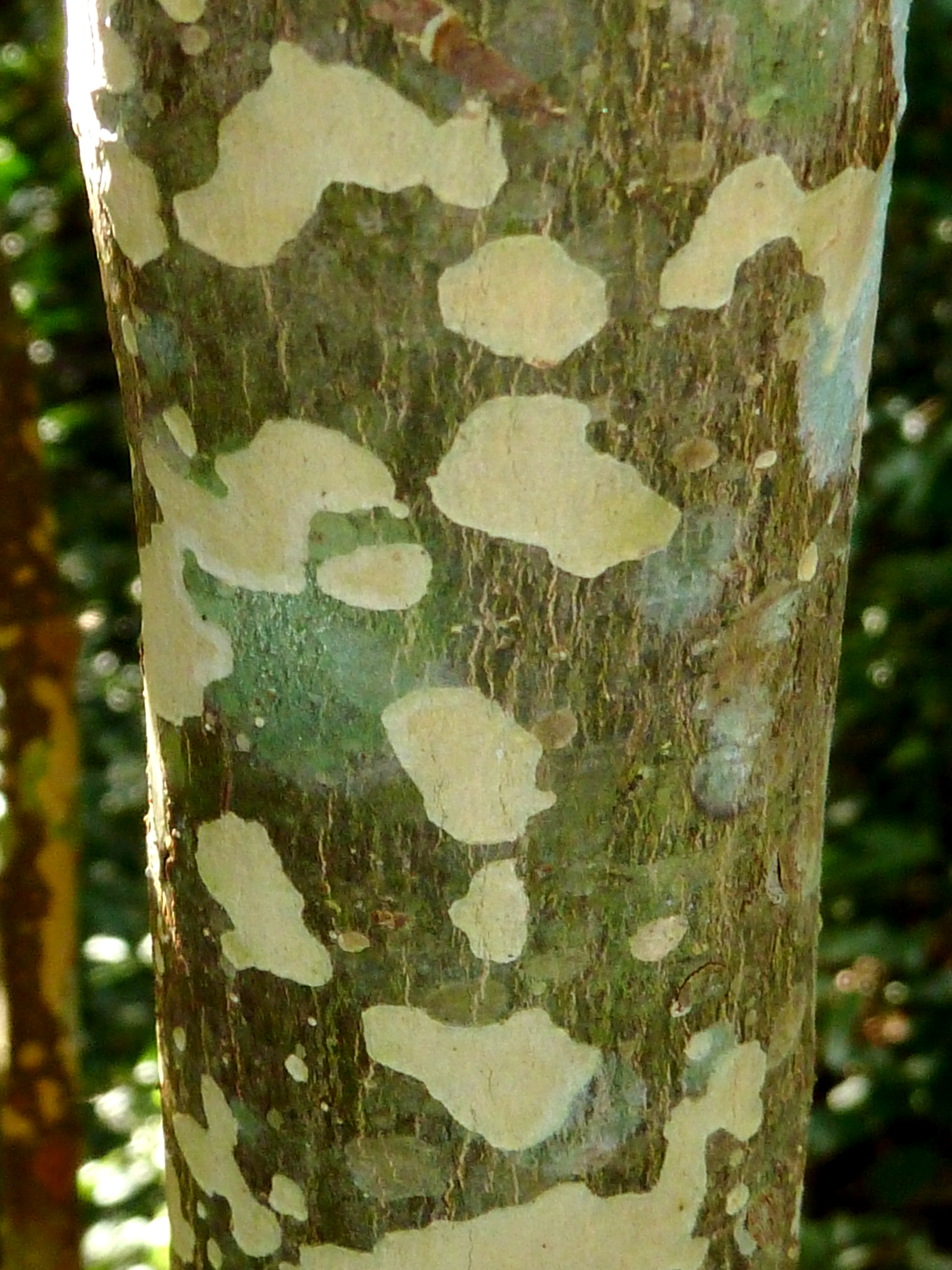
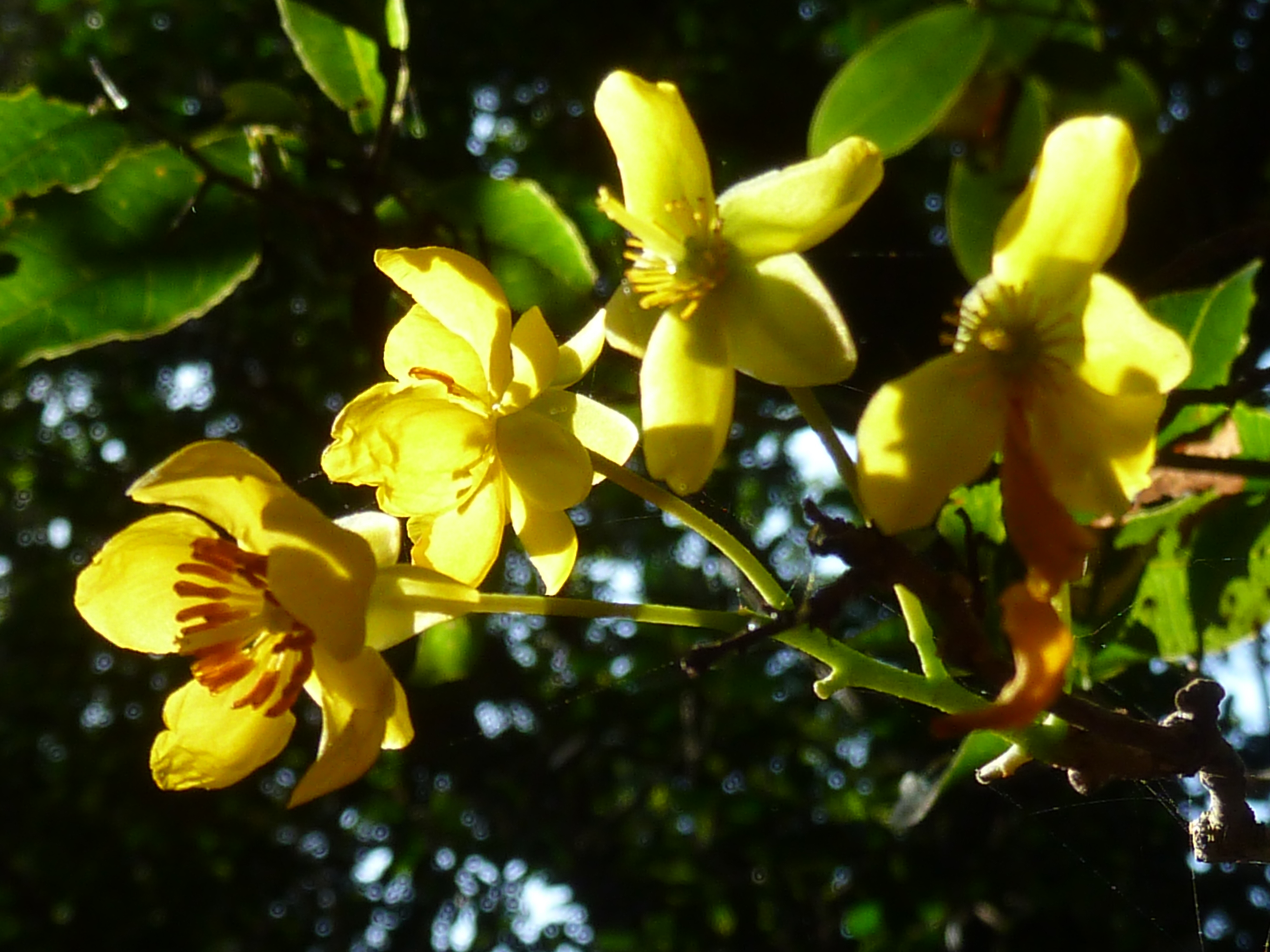
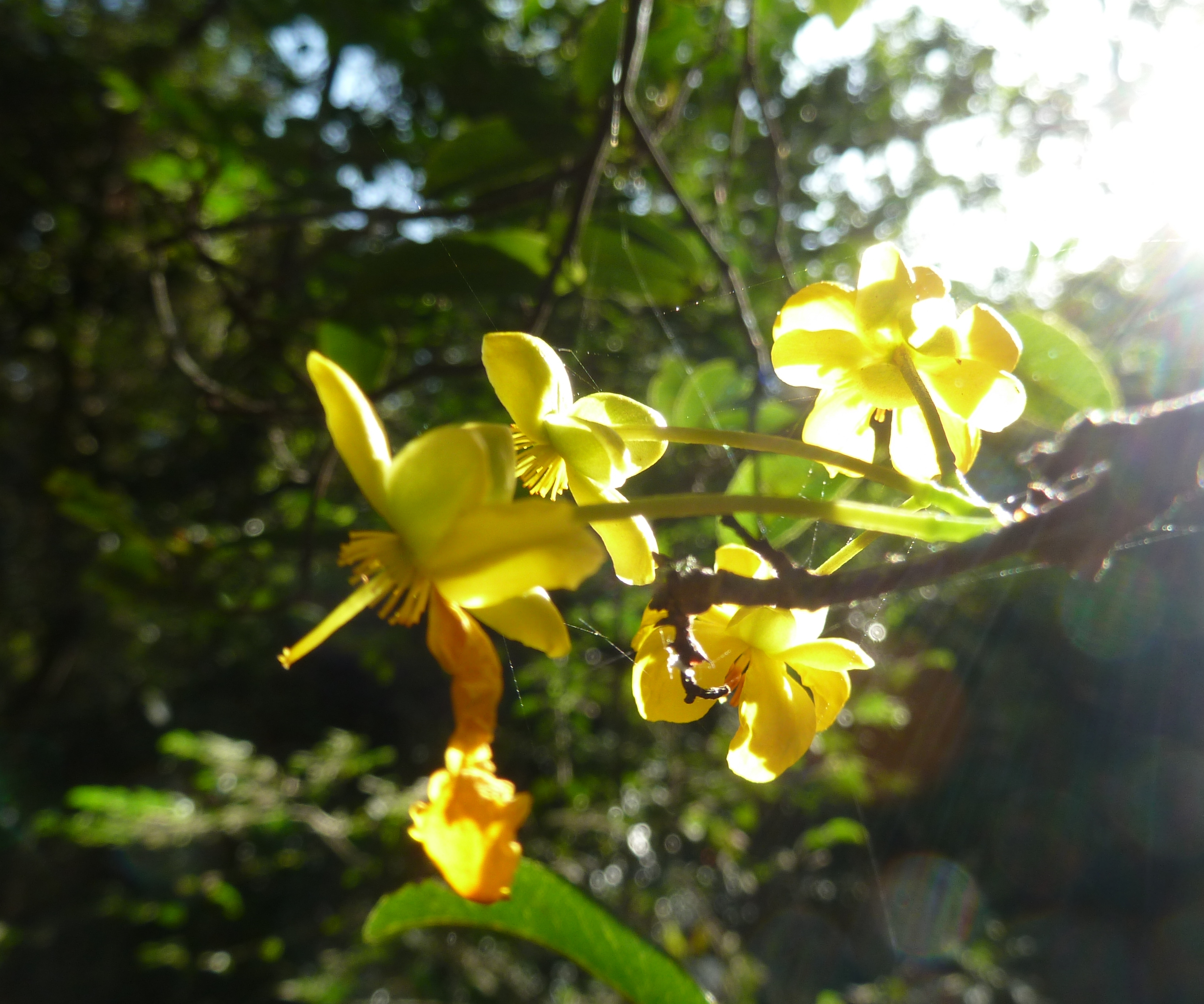
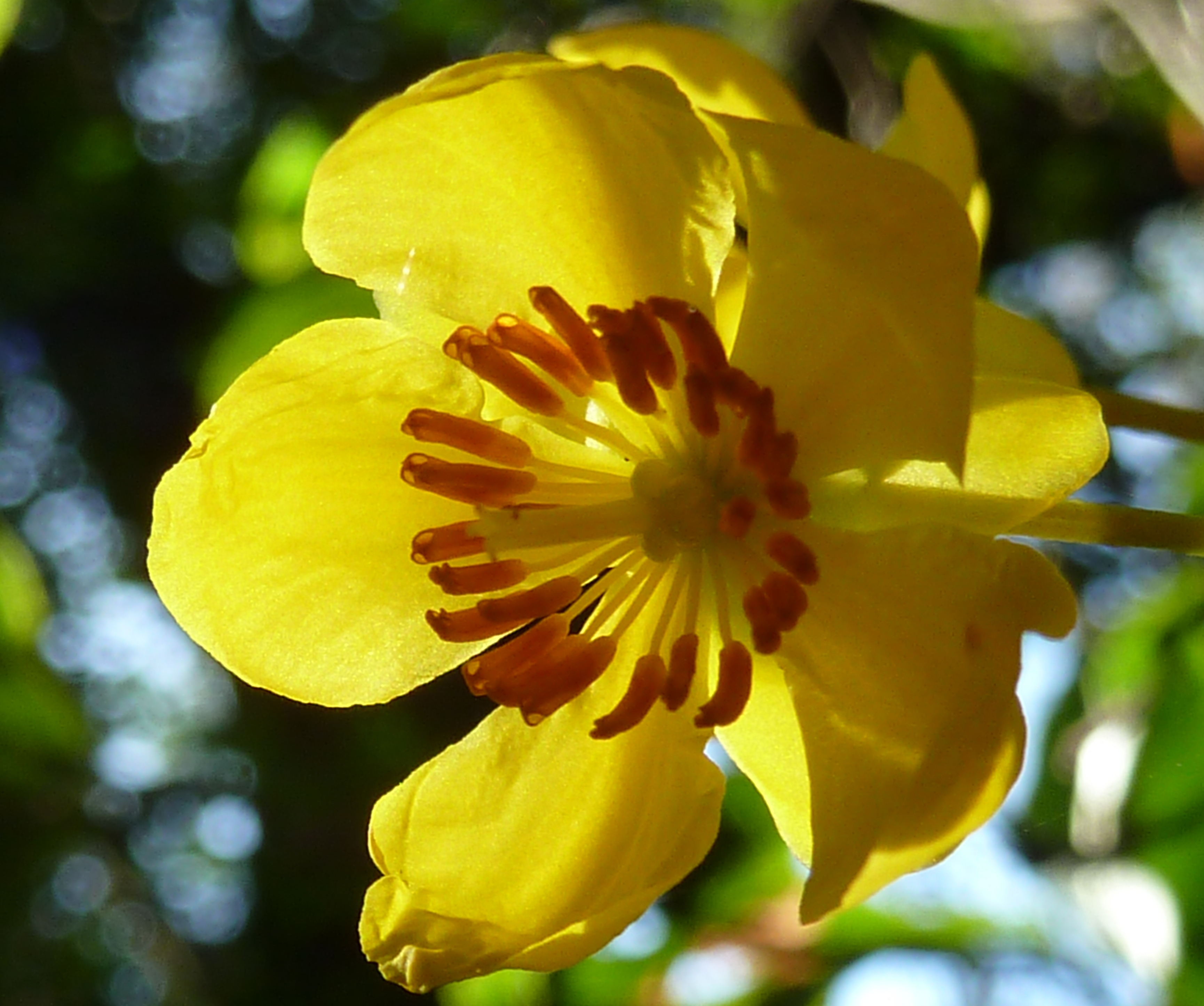
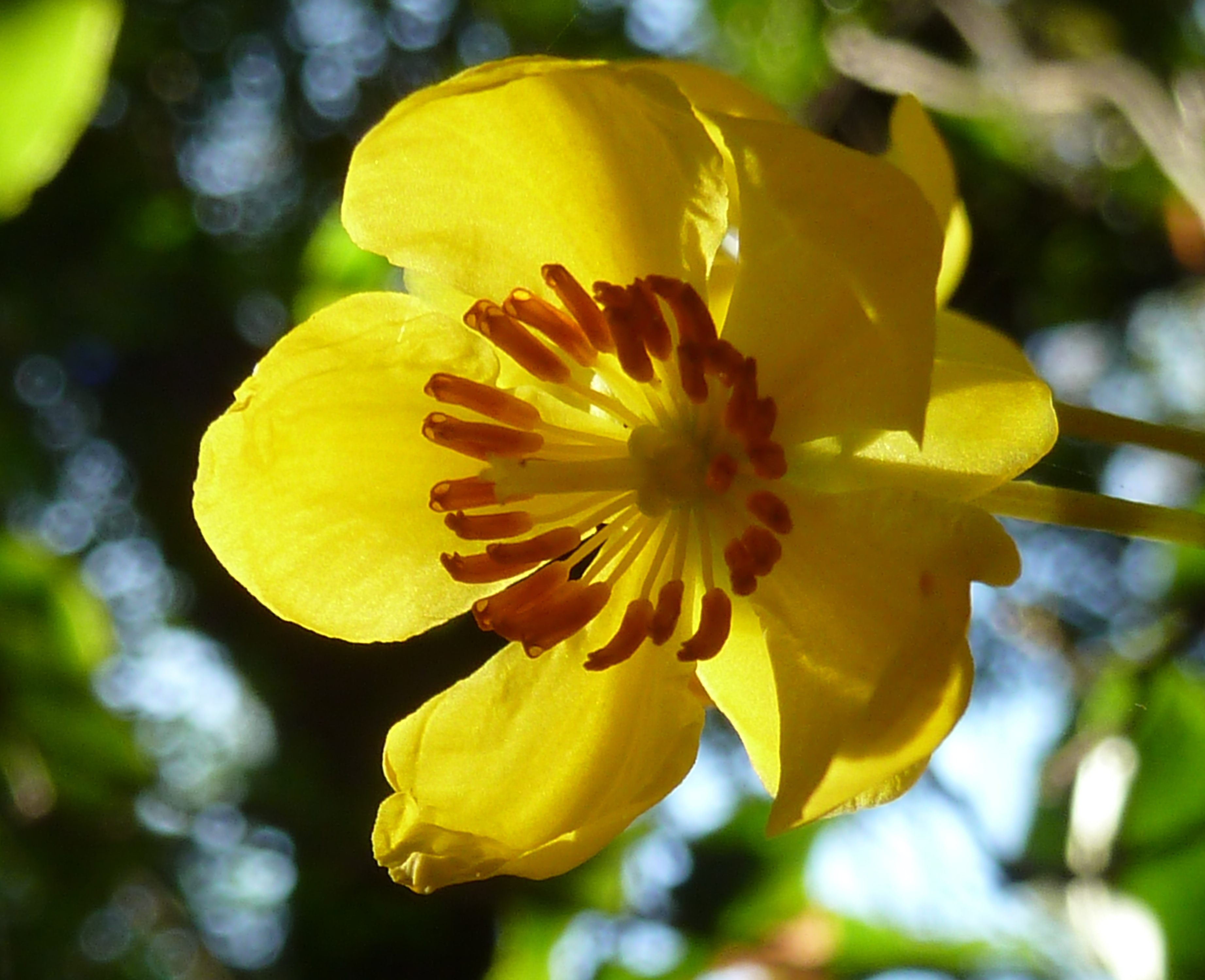
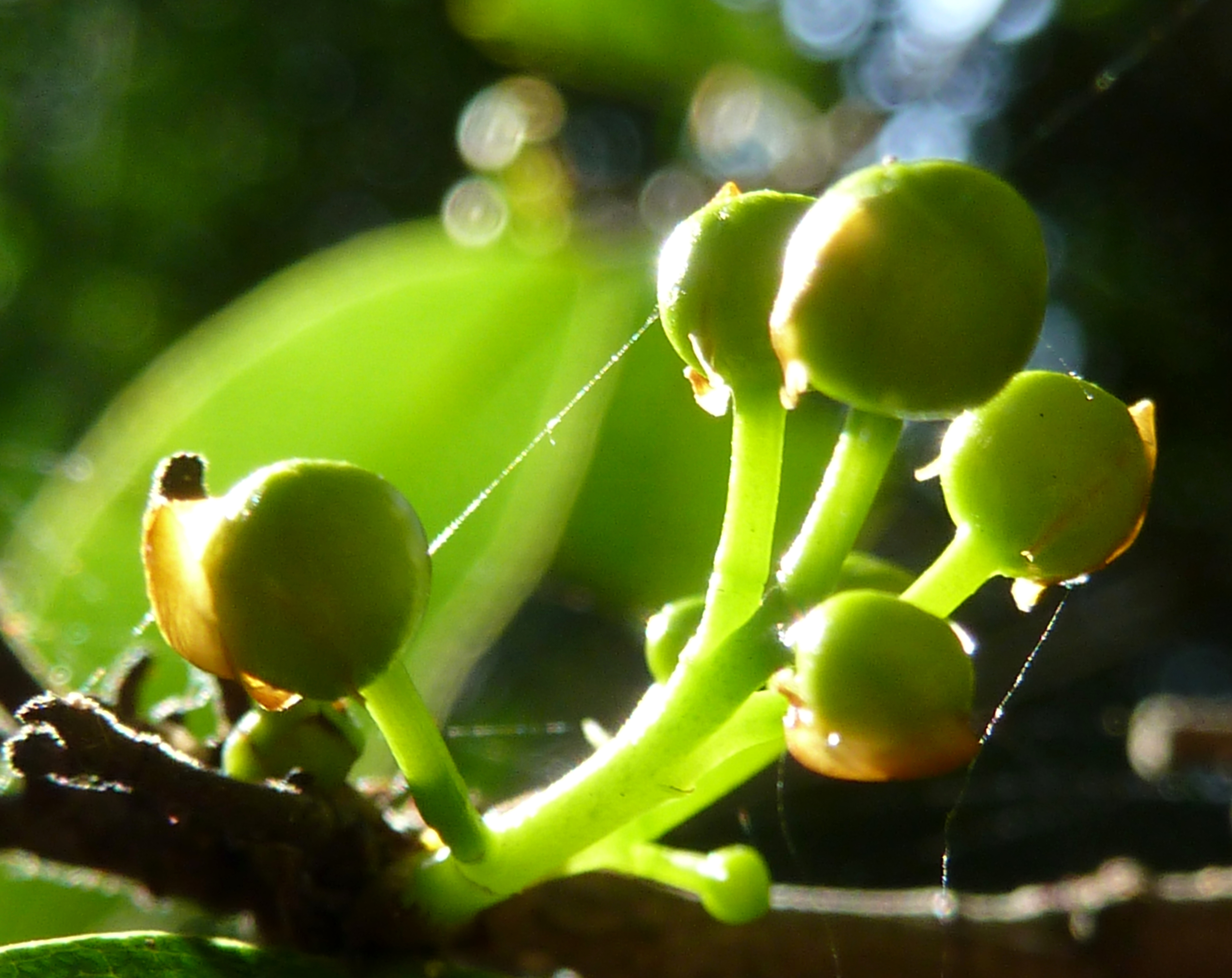